# Qassiarsuk
Qassiarsuk és un poblet del sud de Groenlàndia que pertany al municipi de Kujalleq. El 2020 tenia 34 habitants, una baixa considerable, el 2010 encara eren 89.

## Història
Brattahlíð és al fiord de Tunavierarfik (Skovfjorden en danès), i el lloc va pertànyer a Eric el Roig en els temps de l'Assentament oriental dels nòrdics (Østerbygden en danès). Les ruïnes de mants edificis, inclosos habitatges, dependències i una església, encara són clarament visibles.
El poble actual va ser fundat com la primera granja ovina de Groenlàndia el 1924 i es troba al mateix lloc.
Fins al 31 de desembre de 2008, l'assentament formava part del municipi de Narsaq, a l'amt de Kitaa. L'1 de gener de 2009, Qassiarsuk va ser afegit al municipi de Kujalleq, quan l'amt de Kitaa, així com els municipis de Narsaq, Qaqortoq i Nanortalik van deixar d'existir com a entitats administratives.

## Geografia
L'assentament és a la península de Narsaq, a uns 5 km a l'oest de Narsarsuaq a través del fiord de Tunulliarfik. Té planes fèrtils més amples que les de Narsaq, a l'extrem sud de la península.

## Infraestructures i transport
Hi ha una botiga general operada pel KNI, i hi ha un alberg juvenil per a turistes i excursionistes. També hi ha una petita església. L'electricitat prové d'una central elèctrica local.

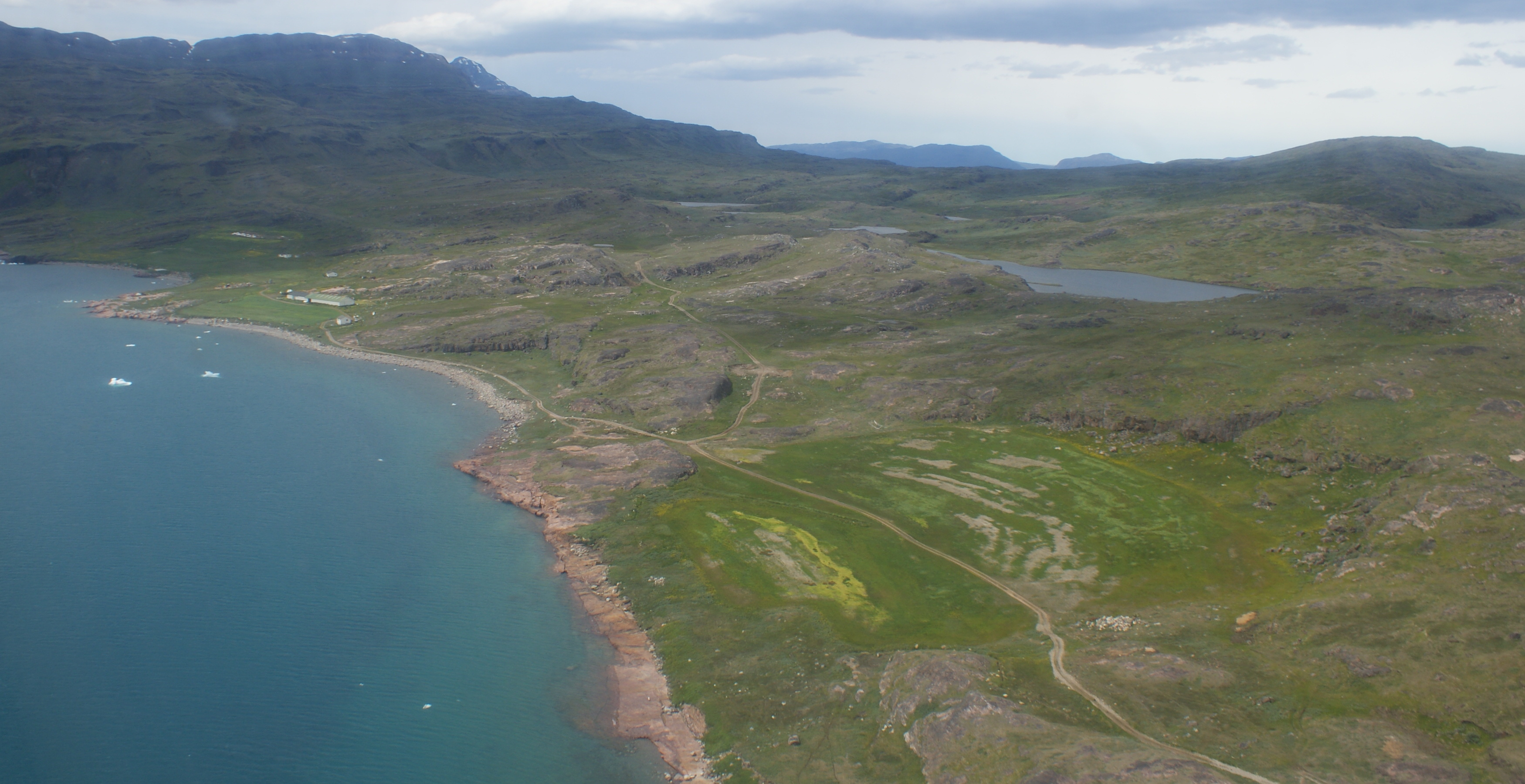
Vista aèria de les granges de Qassiarsuk des del nord

L'àrea de Qassiarsuk té una xarxa relativament extensa de camins de terra i de grava transitables, que superen els 120 km. Els camins rurals serveixen per a la ramaderia ovina. El tram més llarg connecta les granges ovines de Qassiarsuk amb l'aeroport de Narsarsuaq (IATA: UAK, ICAO: BGBW), a uns 50 km. Les carreteres no són gaire bones, sense drenatge. Són fetes de sorra fina en comptes de grava, el que crea greus problemes de pols a l'estiu.
Val més viatjar amb vehicles tot terreny. La conducció entre l'aeroport i Qassiarsuk és difícil, ja que no hi ha ponts sobre el riu de la glacera Narsarsuaq i, per la seva banda, és difícil travessar els dipòsits de sorra i llim del riu des de la glacera continental groenlandesa (Sermersuaq en groenlandès).
Tots els transports vitals a Qassiarsuk es fan per mar, amb vaixells que uneixen l'assentament amb l'aeroport de Narsarsuaq, on hi ha l'únic aeroport internacional del sud de Groenlàndia. L'aeroport funciona com a punt d'enllaç per als passatgers dels helicòpters d'Air Greenland que viatgen des de Qaqortoq i Nanortalik. Qassiarsuk no té pas el seu propi heliport.

## Economia
L'economia de Qassiarsuk es basa en la ramaderia ovina i l'agricultura. Això contrasta amb la majoria dels assentaments de Groenlàndia, que es basen en la pesca. També hi ha una important activitat turística. Les ruïnes dels nòrdics i la reconstituïda església de Thodhildur a Brattahlíð són destinacions turístiques populars.

## Població
La població de Qassiarsuk s'ha mantingut estable en les últimes dues dècades.

## En la cultura popular
La novel·la An Old Captivity de Nevil Shute s'esdevé a Brattalid (tal com s'escriu en el llibre) i descriu una expedició arqueològica del 1930 a Brattahlíð.